# Kunst- und Sportschule Zürich

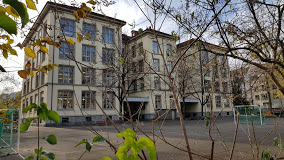
Schulhaus Hohl

Die Kunst- und Sportschule Zürich (K&S Zürich) ist eine öffentliche Sekundarschule für junge Talente im Sport- und Kunstbereich. Die Schule liegt an der Hohlstrasse 68, 8004 Zürich (Kreis 4).
Die K&S Zürich ist eine von Swiss Olympic anerkannte Partnerschule und steht Schülern offen, welche über die notwendige schulische Vorbildung und eine besondere sportliche, tänzerische oder musikalische Begabung verfügen.
Die Kunst- und Sportschule wurde 1989 im Schulhaus Bungertwies in Zürich gegründet, weil für einige ausserschulische Bereiche eine sinn- und wirkungsvolle Talentförderung nicht möglich war. Eine Talentförderung im Leistungsbereich ist auch heute mit dem regulären Unterricht kaum möglich. Die K&S Zürich ermöglicht mit einem besonderen Stundenplan und angepassten Lernmöglichkeiten optimale Bedingungen. Im ersten Lehrgang wurden 22 Schüler aufgenommen. Mittlerweile lernen rund 200 Schüler an der Kunst- und Sportschule Zürich.

## Ziele

### Bildung und Betreuung
Die Kunst- und Sportschule hat zum Ziel, durch verschiedene Massnahmen einen Beitrag an die optimale Förderung im ausserschulischen Bereich zu leisten. Dies wird insbesondere erreicht, indem
- die Schule eine professionelle Betreuung der Schüler bietet.
- die Schule in regelmässigem Kontakt mit allen an der Ausbildung und Begleitung der Schüler beteiligten Personen (Lehrpersonen, Trainern, Musiklehrpersonen, Eltern etc.) steht.
- die Schule eine reduzierte Stundentafel bietet und im Bedarfsfall flexibel auf individuelle Bedürfnisse reagiert, insbesondere Dispensationsgesuche (für Trainingslager, Wettkämpfe, Konzerte, Aufführungen etc.) grosszügig behandelt.
- die Schule die schulische und die ausserschulische Ausbildung koordiniert und dabei ein Gleichgewicht zwischen beiden anstrebt.
- die Schule durch besondere Angebote ein leistungsfreundliches Klima schafft.

### Erwartungen im schulischen Bereich
An der K&S wird Wert auf ein Schulklima mit einer persönlichen Atmosphäre gelegt, bei dem sich alle respektieren und in dem man tolerant, offen und fair miteinander umgeht. Insbesondere werden folgende Einstellungen erwartet:
- Die Schüler lernen eigenständig und selbstverantwortlich, sie führen schulische Arbeiten sorgfältig und vollständig aus.
- Die Schüler weisen eine Leistungsmotivation auf und arbeiten zielgerichtet und konzentriert.
- Die Schüler gehen rücksichtsvoll miteinander um und begegnen allen anderen Mitgliedern der Schulgemeinschaft mit Respekt.
- Die Schüler behandeln Schulmaterial sorgfältig.

### Erwartungen im sportlichen oder musischen Bereich
Die Kunst- und Sportschule bietet durch ein spezielles Schulmodell die Chance, die schulische Ausbildung und ein intensives ausserschulisches Engagement zu kombinieren. Sie verpflichtet ihre Schüler, zielgerichtet und selbstverantwortlich zu trainieren bzw. zu üben. Kunst- und Sportschüler erbringen überdurchschnittliche sportartspezifische oder musische Leistungen und weisen ein positives prognostisches Leistungspotential aus. Sie befinden sich in der Regel ihrem Alter gemäss auf der höchsten Stufe ihrer sportlichen, tänzerischen oder musikalischen bzw. gestalterischen Ausbildung. Die Trainings- und Karriereplanung erfolgt im Zusammenspiel aller involvierten Parteien (Schüler – Trainer/Musiklehrperson/Betreuungsperson im gestalterischen Bereich – K&S). Die Sportler werden in der Regel in Leistungszentren mit Trainern betreut. In den Bereichen Musik, Tanz und bildnerisches Gestalten durchlaufen die Jugendlichen entsprechende Begabtenförderungsprogramme.

## Pädagogische Eckpfeiler
Die K&S setzt sich zum Ziel, ihre Schüler innerhalb verschiedener Schlüsselqualifikationen ganzheitlich zu bilden, um sie für die Arbeitswelt und den ausserschulischen Bereich vorzubereiten. Zu diesen gehören: Selbstwirksamkeit fördern, Selbsttätigkeit initiieren, Selbständigkeit ermöglichen, Selbstreflexion verlangen, Teamfähigkeit begünstigen, Selbstmanagement erlernen, Methoden- & Fachkompetenz entwickeln, Autonomes Lernen.
Die Schüler lernen und entwickeln ein unterschiedliches Mass an Lernautonomie, indem Arbeits-, Lerntechniken und Strategien vermitteln werden, die das Lernen erleichtern sollen. Die starke Ausrichtung an einem verbindlichen, individuellen Lernplan ermöglicht und fordert zugleich ein hohes Mass an Selbständigkeit, Verantwortungsbewusstsein und Selbstmanagement.

### Individualisierung
Aufgrund der individuellen Voraussetzungen der Schüler entstehen unterschiedliche Wege. Dieser Tatsache versucht die K&S gerecht zu werden, indem sie Anregung und möglichst viel Freiraum für individuelle Arbeitsrhythmen und zur Gestaltung des eigenen Arbeits- und Lernprozesses bietet.

### Differenzierung von Lernen
Die von der K&S entwickelten Lernprogramme basieren auf den obligatorischen Lehrmitteln des Kanton Zürich und formulieren Lernziele und Arbeitsaufträge innerhalb der drei Anforderungsstufen I, II, III. Um den unterschiedlichen Voraussetzungen und Zielen der Schüler gerecht zu werden, wird Lernen an der K&S folgendermassen differenziert:
- Differenzierung nach Kompetenzen und Lernzielen; ein Lernziel kann unterschiedlich komplex formuliert sein.
- Zeitliche Differenzierung; nicht alle arbeiten gleich schnell
- Inhaltliche Differenzierung; unterschiedlicher Stand von Schüler, teilweise Weglassen oder Hinzufügen ganzer oder Teil-Lernziele
- Methodische Differenzierung: wir lernen auf unterschiedliche Weise

### Lernzielorientierung
Das Lernen an der K&S orientiert sich an Kompetenzen und Lernzielen, nicht an den Aufgaben. Das heisst, der Abschluss einer Lernetappe erfolgt unter bestimmten Kriterien. Sind diese nicht erfüllt, muss innerhalb des entsprechenden Themenbereichs repetiert und aufgearbeitet werden.

### Lernen planen und darüber nachdenken
Ein wesentlicher Bestandteil des Lernens an der K&S ist die mehr oder weniger eigenständige Planung und das Nachdenken über den Lernprozess, den Lerninhalt und das weitere Vorgehen.

### Herausforderung 9. Schuljahr
Im 9. Schuljahr ist aufgrund des sich konkretisierenden Berufswunsches eine Anpassung des Fächerkataloges möglich. Schüler, Lehrperson und Eltern definieren gemeinsam eine entsprechende Fokussierung auf einzelne Fächer oder sogar Themen.

### Gemeinschaftsbildung, soziales Lernen, Projektunterricht
Neben der Vermittlung von Lernstrategien, -inhalten und -methoden sieht die K&S ihre Aufgabe trotz der starken Gewichtung der Individualisierung auch darin, die Heranwachsenden zu verantwortungsbewussten, jungen Erwachsenen innerhalb einer Gemeinschaft zu begleiten, weshalb der Klassenratsstruktur der K&S sowie diversen klassenübergreifenden Anlässen, Lagern und Projektwochen eine wichtige Bedeutung zukommt.

## Schulsystem, Fächer und Stundenplan
Durch besondere Strukturen ist ein grosser, auf die individuellen Bedürfnisse abgestimmter Aufwand im ausserschulischen Bereich möglich. Die K&S richtet sich nach dem obligatorischen Lehrplan des Kantons Zürich. Die Stundentafel ist verglichen mit der Regelschule um bis zu 12 Lektionen pro Woche reduziert. Dies auf Kosten der Fächer Mensch und Umwelt und der musischen Fächer. Es wird mit vorwiegend individualisierten Instrumenten und Plänen gearbeitet: Jahres-, Quintals- und Wochenplänen, Wochenrückblick, Lernprogramme. Es gibt sieben Mehrjahrgangsklassen und eine Klasse umfasst rund 26 Schüler. Pro Klasse sind jeweils rund acht Schüler im gleichen Schuljahrgang. Die Klassen sind nicht nur jahrgangsdurchmischt, sondern haben auch unterschiedliche Sekundarschul-Niveaus (Anforderungsstufen I, II oder III). Die Anforderungsstufe kann pro Fach variieren.
Die Schule baut auf geführte und individuelle Lektionen auf. Die Schüler sind verpflichtet, mindestens 11 Unterrichtsblöcke (22 Lektionen) von total 14 Unterrichtsblöcken (28 Lektionen) pro Woche zu besuchen, wobei die Anwesenheit bei den geführten Lektionen (auch Blockstunden genannt) Pflicht ist:
- Jede Woche sechs geführte Lektionen in den Fächern: Englisch (2 Lektionen), Mensch- und Umwelt (4 Lektionen) je nach Schuljahr Biologie, Geschichte, Geographie, Religion und Kultur, Chemie, Physik und Berufswahl.
- Jede Woche 8 individuelle Unterrichtsblöcke (16 Lektionen) in den Fächern: Französisch, Mathematik, Geometrie, Deutsch. Während des individualisierten Unterrichts sind immer zwei Lehrpersonen anwesend.

Der Unterricht findet täglich von Montag bis Freitag zwischen 9.00 und 15.15 Uhr statt. Der Mittwochnachmittag ist schulfrei. Das Gymnasium wird grundsätzlich erst nach der dritten Klasse empfohlen. Die Ausbildung in den ausserschulischen Bereichen wird nicht von der K&S Zürich organisiert. Jede Lehrperson betreut bzw. koordiniert jedoch mindestens einen ausserschulischen Bereich. Um den unterschiedlichen Trainingsbedingungen gerecht zu werden, stehen mehrere Stundenplanvarianten zur Auswahl. Urlaubsgesuche wegen sportlicher oder künstlerischer Ereignisse werden sehr wohlwollend behandelt. Während den Blockzeiten (= graue Bereiche) müssen die Schüler vollumfänglich anwesend sein und es werden in diesen Zeiten keine Urlaube für regelmässig stattfindende Übungseinheiten bewilligt. Diese Flexibilität ermöglicht es den Schülern, ihr Talent im Kunst- oder Sportbereich weiter zu fördern, verlangt aber auch von allen ein hohes Mass an Disziplin.

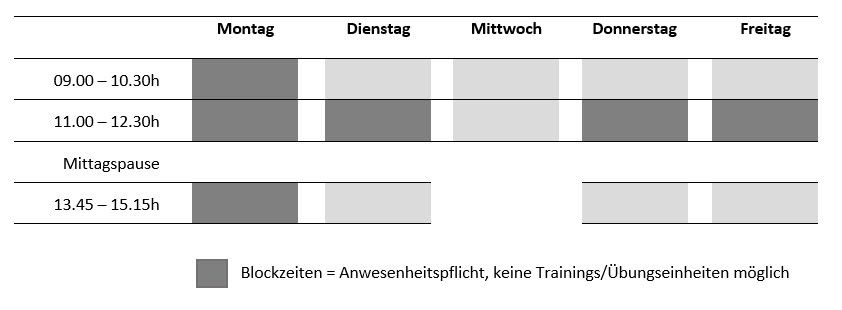
Blockzeiten Kunst- und Sportschule Zürich

## Auswahlverfahren und Aufnahmekriterien
Die Kunst- und Sportschule Zürich stellt hohe Erwartungen an die Haltung der Schüler. Die K&S-Schüler bringen idealerweise folgende Voraussetzungen mit: Selbständigkeit, Eigenverantwortung, Eigeninitiative, intrinsische Motivation, Zielorientierung, Zuverlässigkeit, Durchhaltevermögen/„Biss“.

### Auswahlverfahren
Das Auswahlverfahren beginnt unmittelbar nach dem Anmeldeschluss. Bei Kandidaten, die in die engere Wahl gezogen werden, erfolgt eine eingehende Abklärung über ein Vorspiel oder Vortanzen bzw. im Sport über direkte Kontakte mit den Ausbildungspersonen. Bewerber können auch zu einem Gespräch eingeladen werden.
Bei der Aufnahme wird geprüft, ob die Kandidaten über eine besondere Begabung im ausserschulischen Bereich verfügen, ob ausreichende Ausbildungsprogramme vorhanden sind und ob der Besuch der K&S Zürich notwendig ist für das Erreichen der ausserschulischen Leistung.
Über eine Aufnahme entscheidet die Kreisschulbehörde Limmattal in Absprache mit der Schulleitung und der Aufnahmekommission, ein Recht auf Aufnahme gibt es nicht. Aufnahmen sind für Kandidaten auf der Warteliste bis Ende August möglich.

### Aufnahmekriterien
- 6. Primarschulklasse besucht

- Es werden mindestens 10 Stunden Trainings- bzw. Übungszeit pro Arbeitswoche vorausgesetzt
- Unterschiedliche Selektionsverfahren in den außerschulischen Bereichen:
  - Bewerber aus dem Bereich Sport müssen sich auf der für ihr Alter höchsten Ausbildungsstufe befinden. Eine Kaderzugehörigkeit ist die Regel.
  - Bewerber aus dem Bereich Musik müssen ihr musikalisches Repertoire der letzten Jahre ausweisen und vorspielen.
  - Bewerber aus dem Bereich Tanz müssen vortanzen.
  - Bewerber aus dem Bereich Bildnerisches Gestalten müssen eine Mappe vorweisen und eine Prüfung ablegen.
  - Für die Beurteilung werden Fachleute und Fachjurys beigezogen

## Schulgeld
- Wohnsitz in der Stadt Zürich : vollumfängliche Kostenübernahme
- Wohnsitz im Kanton Zürich : Fr. 19’800 pro Schuljahr (Übernahme Wohngemeinde; VSG §65c)
- Wohnsitz in einem Kanton, der dem [ RSA 2009] oder der HBV untersteht: Fr. 19’800 pro Schuljahr (Übernahme Wohngemeinde)
- Alle anderen Kantone: Fr. 19’800 pro Schuljahr (selbsttragend)

Weitere Kosten, wie z. B. Mittagsverpflegung oder Reisekosten müssen selber übernommen werden.

## Struktur und Verantwortlichkeiten
Die Kunst- und Sportschule Zürich wird von 185 (2019) Schülern besucht, die rund 40 verschiedene Sportarten und Kunstrichtungen aktiv betreiben. Die Schule hat 21 Lehrer, zwei Schulleiter, die sich die Aufgabe in Co-Leitung teilen und einen Koordinator, der verantwortlich ist für die reibungslose Zusammenarbeit mit den außerschulischen Partnern. Der Elternrat besteht aus 2 Eltern pro Mehrjahrgangsklasse (MJK) und wird von einem Präsidenten geleitet. Die K&S untersteht der Bildungsdirektion Zürich, dem Schul- und Sportdepartement der Stadt Zürich (SSD) und der Kreisschulbehörde Limmattal.

## Partner & Kooperationspartner

### Partnerschule von Swiss-Olympic
Aufgrund des speziellen Bildungsangebots für Nachwuchssportlern, anerkennt Swiss Olympic die K&S Zürich mit der Verleihung ihres Qualitäts-Labels als «Swiss Olympic Partner School».
Dieses Qualitäts-Label bringt allen involvierten Partnern einen nachhaltigen Nutzen. Im Zentrum aller Bestrebungen steht das Wohl der Nachwuchsleistungssportler.
Sporttalente und deren Familien finden eine Orientierungshilfe bei der Auswahl eines geeigneten Bildungsinstituts, das eine ganzheitliche Förderung im schulischen wie im sportlichen Bereich garantiert. Dadurch wird der Weg in den Spitzensport geebnet und werden die langfristigen Zukunftsperspektiven der Nachwuchsleistungssportlern verbessert.
Label-Schulen positionieren sich als Kompetenzzentren für das Zusammenwirken von Bildung und Sport. Als Begegnungs- und Austauschplattformen können sie ihr Bildungsangebot für die Nachwuchsleistungssportler laufend und zukunftsweisend optimieren und weiterentwickeln.
Sport-Partner (Verband, Verein) können auf ein leistungssportfreundliches Klima der Schule bauen und Trainingseinheiten und Wettkämpfe gut abgestimmt auf die schulische Bildung ausrichten.
Die laufende Qualitätsentwicklung und -kontrolle ist im Interesse aller. Label-Schulen setzen sich für eine Qualitätsentwicklung ein. Sie nehmen regelmässig an den von Swiss Olympic Talents durchgeführten Tagungen und Weiterbildungen teil und arbeiten aktiv an der Weiterentwicklung der Koordination Schule und Sport mit. Sie setzen sich aktiv in der Doping- und Suchtmittelprävention ein.
Swiss Olympic überprüft die Label-Schulen regelmässig. Bei Nichteinhalten der Standards oder bei wiederholten Abweichungen behält sich Swiss Olympic das Recht vor, der Bildungsinstitution das Label zu entziehen.
Die K&S Zürich hat das Label «Swiss Olympic Partner School» am 1. August 2015 einmal mehr erhalten und wird 2019 neuerlich geprüft.

### Kooperationspartner
Die K&S Zürich arbeitet nur mit ausserschulischen Partnern zusammen, welche folgende Voraussetzungen einhalten können:

Bereitschaft zur engen Zusammenarbeit mit der K&S Zürich
- Klare, selektive, von der Aufnahmekommission genehmigte Aufnahmekriterien und -verfahren
- Mindestens 10 Stunden Training oder Üben garantiert
- Trainings oder Übungsstunden werden professionell betreut
- Positive Aussichten auf eine weitere Zukunft des Vereins, Verbands oder Übungszentrums
- Positive Aussichten auf eine mehrjährige Zusammenarbeit von Schule und ausserschulischem Partner
- Der ausserschulische Partner nimmt im Kanton Zürich eine wichtige, überregionale Aufgabe in der Talentförderung von Jugendlichen wahr
- Durchdachtes Förderkonzept für den 2. Laufbahnabschnitt (förderliche Anschlusslösung nach dem Abschluss an der K&S Zürich)

### Gewaltprävention
Seit Dezember 2012 arbeitet die K&S Zürich eng mit der Stadtzürcher Präventionsstelle zusammen und hat sich in diesem Zusammenhang für das Programm von «unschlagbar» angemeldet.
Die K&S steht für einen gesunden, respektvollen, fairen und erfolgreichen Sport ein. Die Ethik-Charta mit den neun Prinzipien sind auch für die K&S, Zürich, eine wichtige Basis und Voraussetzung.

## Geschichte
Die K&S Neumünster wurde 1989 durch Kurt Becker und Steffi Cavelti im Schulkreis Zürichberg gegründet. Bis dahin war für einige ausserschulische Bereiche eine sinn- und wirkungsvolle Talentförderung nicht möglich
Mit einem besonderen Stundenplan und angepassten Lernmöglichkeiten unter optimalen Bedingungen, wurde es Sport- und Kunsttalenten erst möglich, ihre Karriere gezielt weiterzuverfolgen ohne die schulischen Ansprüche zu vernachlässigen.
Die Kunst- und Sportschule Zürich ist die älteste Schule in der Schweiz, die Begabtenförderung in Sport, Musik und Gestaltung systematisch unterstützt. Die im gleichen Jahr gegründete Sportschule Brig gibt es inzwischen nicht mehr.
Im ersten Lehrgang wurden 22 Schüler aufgenommen. Anfänglich waren nur Talente aus Kunstturnen, Ballett und Eiskunstlauf vertreten. Nach einem Jahr im Schulhaus Bungertwies zog die K&S Zürich 1990 ins Schulhaus Hirschengraben, Zürich. Nach 3 Jahren zog die K&S 1993 weiter ins Schulhaus Neumünster, Zürich, und blieb da bis 2011. Von 2011 bis 2018 war die Schule im Schulhaus Münchhalde, Zürich, untergebracht.
Aufgrund des grossen Interesses wurde 2002 eine zusätzliche Sportschule mit dem Namen Mannschaftssportklassen (MSP) im Schulkreis Glattal gegründet. Wiederum waren es Kurt Becker und Steffi Cavelti, welche diese Schule ins Leben riefen. Im ersten Schuljahr waren 40 Schüler aus den Sportarten Hockey und Fussball vertreten. 2003 zog die MSP von einem Provisorium im AKAD-Gebäude in Zürich-Oerlikon für zwei Jahre ins Schulhaus Halden C in Zürich und ins Schulhaus Kügeliloo in Zürich. Von 2005 bis 2018 war die Schule im Schulhaus Im Birch untergebracht.
Die Kunst- und Sportschule Zürich wurde im Sommer 2010 ins Leben gerufen und ist ein Resultat aus der Zusammenlegung der zwei Förderschulen K&S Neumünster (gegründet 1989) und MSP – Klassen für Mannschaftssport (gegründet 2001). Örtlich waren die beiden Schulen aber immer noch getrennt. Seit August 2018 sind die sieben Mehrjahrgangsklassen der K&S Zürich unter einem Dach im Schulhaus Hohl, Zürich, vereint.
2007 wurden die Mehrjahrgangsklassen eingeführt. Davor waren die Klassen nach Jahrgängen getrennt. Im Juni 2019 feierte die Schule ihr 30-jähriges Bestehen.

## Bekannte Sportler, die die K&S Zürich besucht haben
- Manuel Akanji.